# CA-722
La CA-722 es una carretera autonómica de Cantabria perteneciente a la Red Local y que sirve de acceso a la población de Quintana.

## Nomenclatura

Indicador

Su nombre está formado por las iniciales CA, que indica que es una carretera autonómica de Cantabria, y el dígito 722 es el número que recibe según el orden de nomenclaturas de las carreteras de la comunidad autónoma. La centena 7 indica que se encuentra situada en el sector comprendido entre las carreteras nacionales N-634 al norte, N-611 al oeste y N-623 al este, y los límites con las provincias de Burgos y Palencia al sur.

## Historia
Su denominación anterior era SV-6155.

## Trazado
Tiene su origen en la intersección con la CA-171 situada a 400 m al este del núcleo de Orzales y su final en el centro de Quintana, localidad situada en el término municipal de Campoo de Yuso, municipio por el que discurre la totalidad de su recorrido de 1,1 kilómetros.
Su inicio se sitúa a una altitud de 843 m s. n. m. y el fin de la vía está situada a 926 m s. n. m., on lo que resulta una pendiente media del 7,5%.
La carretera tiene dos carriles, uno para cada sentido de circulación, y una anchura total de 5,0 metros sin arcenes.

## Actuaciones
El IV Plan de Carreteras no contempla ninguna actuación en esta carretera.

## Transportes
No hay líneas de transporte público que recorran la carretera CA-722.

## Recorrido y puntos de interés
En este apartado se aporta la información sobre cada una de las intersecciones de la CA-722 así como otras informaciones de interés.
| Esquema        | PK  | Sentido Quintana (creciente) | Sentido Quintana (creciente) | Sentido Quintana (creciente)                          | Sentido Quintana (creciente)                          | Sentido CA-171 (decreciente)                          | Sentido CA-171 (decreciente)                          | Sentido CA-171 (decreciente) | Sentido CA-171 (decreciente) | Incidencias |
| Esquema        | PK  | Velocidad                    | Elemento                     | Salida                                                | Salida                                                | Salida                                                | Salida                                                | Elemento                     | Velocidad                    | Incidencias |
| Esquema        | PK  | Velocidad                    | Elemento                     | Dir.                                                  | Nombre                                                | Nombre                                                | Dir.                                                  | Elemento                     | Velocidad                    | Incidencias |
| -------------- | --- | ---------------------------- | ---------------------------- | ----------------------------------------------------- | ----------------------------------------------------- | ----------------------------------------------------- | ----------------------------------------------------- | ---------------------------- | ---------------------------- | ----------- |
|                | 0,0 |                              |                              |                                                       | CA-722 QUINTANA                                       | CA-171 CORCONTE                                       |                                                       |                              |                              |             |
| CA-171 REINOSA | 0,0 |                              |                              |                                                       | CA-722 QUINTANA                                       |                                                       |                                                       |                              |                              |             |
|                | 0,7 |                              |                              | Barranco de Rucabrero                                 | Barranco de Rucabrero                                 | Barranco de Rucabrero                                 | Barranco de Rucabrero                                 |                              |                              |             |
|                | 0,9 |                              |                              | QUINTANA                                              | QUINTANA                                              | QUINTANA                                              | QUINTANA                                              |                              |                              |             |
|                | 1,1 |                              |                              | Final de la carretera en el núcleo urbano de Quintana | Final de la carretera en el núcleo urbano de Quintana | Final de la carretera en el núcleo urbano de Quintana | Final de la carretera en el núcleo urbano de Quintana |                              |                              |             |